# Абайський сільський округ (Каркаралінський район)
Аба́йський сільський округ (каз. Абай ауылдық округі, рос. Абайский сельский округ) — адміністративна одиниця у складі Каркаралінського району Карагандинської області Казахстану. Адміністративний центр — село Айнабулак.
Населення — 384 особи (2021; 729 у 2009, 1260 у 1999, 1790 у 1989).
Станом на 1989 рік існувала Абайська сільська рада (села Айнабулак, Беткудук, Миржик, Токай) ліквідованого Єгіндибулацького району.

## Склад
До складу округу входять такі населені пункти:
| Населений пункт | Населення, осіб (1989) | Населення, осіб (1999) | Населення, осіб (2009) | Населення, осіб (2021) |
| --------------- | ---------------------- | ---------------------- | ---------------------- | ---------------------- |
| Айнабулак, село | 1205                   | 992                    | 644                    | 358                    |
| Беткудук, село  | 166                    | 21                     | -                      | -                      |
| Миржик, село    | 236                    | 180                    | 85                     | 26                     |
| Токай, село     | 183                    | 67                     | -                      | -                      |